# ناتان سیلز
ناتان ای سیلز (انگلیسی: Nathan A. Sales) زاده آمریکا یک پروفسور و استاد در کالج حقوق سیراکیوس نیویورک و هماهنگ‌کننده مبارزه با تروریسم وزارت امور خارجه آمریکا می‌باشد و قبلاً به عنوان یک معاون دستیار سیاست در اداره امنیت داخلی و همچنین به عنوان یک مشاور ارشد در دفتر لیگال پالیسی در دادگستری ایالات متحده آمریکا کار کرده‌است. وی در تدوین پیش‌نویس و اجرای قوانین تقویت امنیت و گسترش برنامه لغو ویزا به شهروندان کشورهای خاص که بدون ویزا به آمریکا سفر کنند نقش ویژه ای داشت.

## هماهنگ کننده مبارزه با تروریسم
ناتان سیلز در ژوئن ۲۰۱۷ به عنوان هماهنگ‌کننده مبارزه با تروریسم شروع به کار کرد. پیش از انجام نقش فعلی او، استاد دانشکده حقوق دانشگاه سیراکیوس بود که در زمینه‌های تحقیقاتی خود شامل قانون امنیت ملی، قانون مبارزه با تروریسم، قانون اداری و قانون اساسی به تدریس مشغول بود.
وی در ۸ اوت ۲۰۱۷ به عنوان هماهنگ‌کننده مبارزه با تروریسم در وزارت امور خارجه آمریکا سوگند یاد کرد. وی قبل از این معاون دستیار وزیر در وزارت امنیت داخلی بود.
ناتان ای سیلز ۲۹ اوت ۲۰۱۷ به اروپا سفر کرد تا در یک سفر ۶ روزه در بروکسل، لندن، و پاریس با مقامات ارشد این کشورها جلسات بیشتری در رابطه با مبارزه با تهدیدات تروریسم در اروپا و سراسر جهان انجام دهد. در این سفر همکاری‌های ضد تروریستی در زمینه اشتراک گذاری اطلاعات، حمل و نقل هوایی، امنیت مرزی و تروریست‌های خارجی که به عراق و سوریه سفر می‌کنند مورد بحث قرار خواهد گرفت.

## تحصیلات
- دانشجوی لیسانس ۱۹۹۴–۱۹۹۷ در دانشگاه میامی در رشته علوم سیاسی، تاریخ و علوم
- دانشجوی دکترا ۱۹۹۷–۲۰۰۰ در دانشگاه دوک دانشکده حقوق[۴]

## سابقه استادی و تخصص

### سابقه استادی
استاد رسمی حقوق در کالج دانشگاه سیراکیوس
دروسی که در دانشگاه تدریس می‌کند:
- LAW702 حقوق اداری
- LAW602 قانون اساسی
- LAW700 قانون امنیت ملی
- LAW790 ضد تروریسم و قانون

وی در موضوعاتی که تدریس می‌کند مطالب زیادی را به رشته تحریر درآورده است.

### تخصص
حقوق اداری، حقوق قانون اساسی، قانون مبارزه با تروریسم، حقوق جزایی و قانون امنیت ملی

### پژوهش‌ها
پژوهش‌های پروفسور سیلز تا کنون بارها توسط دیوان عالی ایالات متحده مورد استناد قرار گرفته‌است، وی در تهیه قوانین مختلف از جمله بررسی قانون آلاباما، مجله حقوق دوک، بررسی قانون جورج واشینگتن، بررسی قانون دانشگاه ایلینوی، مجله حقوق امنیت ملی و سیاست، بررسی قانون دانشگاه نورت‌وسترن و بررسی قانون تگزاس مشارکت داشته‌است.
مشارکت‌های متعدد در مناظره‌های عمومی، انتشار نوشته‌های وی در آژانس فرانس پرس، آتلانتیک، بی‌بی‌سی، کریستین ساینس مانیتور، سی کاسپین، فرانس ۲۴، لس آنجلس تایمز، بررسی امنیت اینترنتی، نیویورک تایمز، ان پی آر، پلیتیکو، یو اس نیوز و گزارش‌های جهان، تایمز، وال استریت ژورنال و واشینگتن پست از دیگر فعالیت‌های وی می‌باشد. او در موارد متعدد در بسیاری موضوعات شهادت داده‌است.

## مشاغل
- وزارت دادگستری ایالات متحده، اداره سیاست حقوقی به عنوان مشاور ارشد حقوقی از اوت ۲۰۰۱ تا اکتبر ۲۰۰۳ بمدت دو سال و سه ماه
- مشارکت در ویلی رین ال ال پی از نوامبر ۲۰۰۳ تا ژولای ۲۰۰۵ بمدت یکسال و ۹ ماه
- دانشگاه جورج تاون مرکز حقوق در دفتر جان ام اولین از اکتبر ۲۰۰۵ تا ژوئیه ۲۰۰۶ بمدت ۱۰ ماه
- معاون وزیر در وزارتخانه امنیت داخلی از ژوئیه ۲۰۰۶ تا دسامبر ۲۰۰۷ بمدت یکسال و ۶ ماه. در این دوران کارهای او بر روی اطلاعات نظامی، اطلاعات به اشتراک گذاشته شده و سفرهای تروریستی متمرکز بود. از دیگر تلاشهای سیلز در وزارت امنیت داخلی، تهیه پیش‌نویس قوانین اجرایی و تقویت امور امنیتی و گسترش آن در برنامه لغو ویزا بود. او رهبری هیئت ایالات متحده در مذاکره با هفت کشور برای اجرای اقدامات امنیتی جدید را بر عهده داشت و همچنین فرستاده ویژه امنیت داخلی به کره جنوبی بود.[۵]
- دستیار پروفسور در دانشگاه جورج میسون دانشکده حقوق از دسامبر ۲۰۰۷ تا ژوئیه ۲۰۱۴ بمدت ۶ سال و ۸ ماه
- پروفسور در دانشگاه سیراکوس دانشکده حقوق از سال ۲۰۱۴[۴]

کاخ سفید روز جمعه ۹ ژوئن ۲۰۱۷ اعلام کرد دونالد ترامپ رئیس جمهور آمریکا در نظر دارد ناتان سیلز را به عنوان هماهنگ‌کننده مبارزه با تروریسم وزارت امور خارجه آمریکا منصوب کند.

## افتخارات و جوائز
- جایزه دادسرای عمومی برای خدمات استثنایی
- جایزه خدمات برجسته دادستان کل

## فعالیت‌ها
ناتان سیلز یکی از وکلای معروف آمریکا نیز می‌باشد و وکالت پرونده‌های جنجالی و بزرگی را بعهده داشته‌است از جمله این پرونده‌ها، پرونده خارج شدن سازمان مجاهدین خلق ایران از لیست وزارت امور خارجه آمریکا در سپتامبر ۲۰۱۲ بود.
این پرونده دارای ۶ وکیل بود که ناتان سیلز یکی از آن‌ها بود و وکلا با دفاع خود توانستند در این پرونده پیروز شوند.